# .220 Swift
.220 Swift (5,56 × 56 SR) — полуфланцевый винтовочный патрон, разработанный фирмой Winchester и введённый в 1935 году. Это был первый фабрично снаряжаемый винтовочный патрон с дульной скоростью свыше 1200 м/с. Патрон .220 Swift остаётся самым высокоскоростным коммерческим патроном в мире с опубликованной скоростью в 1422 м/с (4665 фут/с) при использовании пули в 1,9 г. (29 грана) и 2,7 г. (42 грана) пороха IMR 3031.
У патрон .220 Swift большая гильза под калибр 5,7 мм. (.224) и пуля предназначенная для мелкой дичи такой, как луговые собачки, лесные сурки и прочие вредители типа сурков. В момент своего появления он поразил мир варминтинга, будучи на целых 430 м/с быстрее чем его ближайший конкурент .22 Hornet (также 5,7 мм калибра). Он также является патроном высокой кучности.
Благодаря очень высокой скорости его пуля позволяет убивать сурков целясь на дистанцию 343 м, и он до сих пор считается отличным патроном для добычи вредителей опытным стрелком.
Оригинальная фабричная навеска от Winchester обеспечивает 3,1 г. пуле скорость в 1250 м/с. При снаряжении вручную можно немного улучшить этот результат, но только с максимальными навесками. Патрон может быть снаряжён лёгкой пулей для достижения скорости в 1300 м/с. В последнее время 4,9 г. .224″ для использования в высокоскоростных винтовках .22 калибра для добычи более крупной дичи и дальних дистанциях стрельбы. Тяжёлые пули лучше подходят к винтовкам с соответствующим шагом нарезов, сделанным в зависимости от диаметра, длины и других физических характеристик снаряда.

## История
Прототип патрона .220 Swift разработан в 1934—35 Гросвенором Воткинсом обжавшем гильзу .250-3000 Savage в целях достижения высоких скоростей. Однако окончательная коммерческая версия, разработанная Winchester, основана на обжатой гильзе 6 мм Ли-Нэви. Патрон .220 Swift разработан Winchester и представлен в 1935 г. как новый калибр для своей винтовки со скользящим затвором Winchester Model 54. Когда винтовка Winchester Model 70 впервые вышла, .220 Swift был одним из стандартных предлагаемых калибров вплоть до снятия её с производства в 1964 г.

## Достоинства
Патрон .220 Swift имеет сомнительную привилегию быть возможно самым противоречивым среди всего множества патронов 5,7 мм калибра и вызвал в равной мере как похвалы так и критику. Традиционалисты решительно осудили его как превосходный «сжигатель стволов», который способен износить ствол из хромомолибденовой стали всего за 200—300 выстрелов, особенно если длинные серии выстрелов произведены из всё более нагревающегося ствола. Его сторонники утверждали, что вина лежит на низкокачественной ствольной стали и неспособности пользователей убрать омеднение после стрельбы, и указывали на образцы винтовок со стволами из высококачественной нержавеющей стали под .220 Swift который сохраняют кучность менее угловой минуты после более чем 4000 выстрелов. Однако более популярным остаётся меньший по размеру и менее скоростной патрон .22-250.

Максимальные размеры патрона .220 Swift в соответствии с ПМК Все размеры в миллиметрах (мм) плюс дюймы.

## Недостатки
Высокие скоростные характеристики патрона отражаются и на цене, потому что высокая скорость и высокая внутренняя температура горения ускоряет износ патронника и ствола. Современная металлургия и криогенная обработка значительно увеличили ресурс ствола при применении .220 Swift и прочих патронов со скоростью пули 1200 м/с, но до сих пор оружию под подобные патроны переделка патронника и перестволивание необходимо гораздо чаще, чем под менее скоростные патроны типа .222 Remington и .223 Remington.

## Споры об охотничьем применении
Применение данного патрона для охоты на оленей вызывает споры. Его использование запрещено для охоты на крупных оленей (таких как благородный олень и лань) во многих штатах США, а также Нидерландах, Англии, Уэльсе и Северной Ирландии. Однако в некоторых штатах, как например Миннесота, в настоящее время разрешены к использованию патроны меньшего калибра, такие как .220 Swift. В первые дни появления патрона, в 1930‑е гг., опытные охотники на оленей, вроде У. Д. М. Белла (отошедшего от дел охотника на африканских слонов), использовали .220 Swift для охоты на крупных оленей с большим успехом, и хвалили практически волшебную убойную силу, которую связывали с гидростатическим шоком в теле животного из-за попадания сверхвысокоскоростной пули.
Критики .220 Swift заявляли, что лёгкие 3,2 или 3,6 г. пули требуют слишком высокую точность при прицеливании от обычного охотника на оленей, что приводит к подранкам, которых можно было бы избежать. Между тем, мало споров по доказанной эффективности патрон по мелким видам оленей, таких как европейская косуля, из-за того, что очень быстро фрагментирующиеся пули «для вредителей» при этом не используются.
Большинство фабрично изготовленных винтовок идут с относительно большим шагом нарезов таким как 1—12″ или 1—14″, предназначенным для более лёгких пуль, популярны в варминтинге. Специально изготовленные винтовки могут быть с меньшим шагом нарезов, таким как 1—9″, позволяющим стабилизировать тяжёлые пули, в том числе и с конструкцией подходящей для крупной дичи.
П. О. Экли утверждал, что .220 Swift прекрасный патрон для средне-крупной дичи и широко использовал его, например, для отстрела одичавших ослов на Западе США.